# Squalius squalus
Squalius squalus е вид лъчеперка от семейство Шаранови (Cyprinidae).

## Разпространение
Видът е разпространен в Босна и Херцеговина, Италия, Словения, Хърватия и Швейцария.